# Sauber C32
A Sauber C32 egy Formula–1-es versenyautó, amit a Sauber tervezett a 2013-as idényre. Pilótái a sportágban újonc mexikói Esteban Gutiérrez és a Force Indiától érkező német Nico Hülkenberg voltak.

## Tervezés
A C32 összehasonlítva az elődjéhez képest több változtatáson ment végbe. A fehér alap színt felváltotta a fekete, grafit szürke. Az oldaldobozok feltűnően keskenyek lettek, ez Sergio Pérez 2011-es monacói nagydíjon elszenvedett balesetének köszönhető. Az ominózus balesetben Pérez alaposan összetörte az autójának jobb oldali oldaldobozát. a csapat pedig ekkor kezdte el vizsgálni annak a lehetőségét, hogy a jövőben ennek a résznek a méretét hogyan tudnák minimalizálni. Ez azonban nem volt egyszerű feladat, ugyanis a kasztni belsejében is rengeteg dolgot kellett áttervezni annak érdekében, hogy minden elférjen.
Összehasonltva elődjével, a C32-es orra lágyabb esésű. elhagyták az előző évi, kacsacsőrre emlékeztető lépcsős orrkialaktást. Mindazonáltal a közvetlenül a pilótafülke elé helyezett légbeömlőt meghagyták.

## A szezon
Ausztráliában Hülkenberg a 11. helyre kvalifikált, de nem tudott elrajtolni olajszivárgás miatt. Gutiérrez aki a mezőny végéről rajtolt, végül feljött a 13. helyre, ezzel a legjobb eredményt elért újonc lett. A következő két versenyen Hülkenberg már pontokat is gyűjtött, Spanyolországban pedig mindkét versenyző bejutott az időmérő Q2-es szakaszába. A verseny felemásan alakult: Hülkenberg 15. lett, Gutiérrez viszont, aki egészen a 11. helyig jött fel, megfutotta a verseny leggyorsabb körét. Kanadában mindketten balesetek miatt kényszerültek feladni a futamot, majd Hülkenberg két egymást követő versenyen is pontot szerzett. A magyar és a belga nagydíjon elmaradt a pontszerzés, ezután viszont folyamatossá vált, sőt Hülkenberg Olaszországban a harmadik helyet szerezte meg az időmérőn. A versenyt az ötödik helyen fejezte be, Koreában negyedik lett, Gutiérrez pedig Japánban végre megszerezte első pontjait. A jó sorozat azonban itt megszakadt, újabb két versenyt futottak le pont nélkül, és bár Hülkenberg még két alkalommal szerzett pontot, Gutiérreznek nem sikerült többet ez a teljesítmény.
Összességében a csapat 57 ponttal a 7. helyen zárta a bajnokságot, melyek túlnyomó részét az idény második felében szerezték. Ez mindenképp visszaesés volt az előző idényhez képest.

## Eredmények
(Táblázat értelmezése)

(Félkövér: pole-pozícióból indult; dőlt: leggyorsabb kört futott) 

| Év   | Csapat | Motor            | Gumi | Versenyzők        | 1   | 2   | 3   | 4   | 5   | 6   | 7   | 8   | 9   | 10  | 11  | 12  | 13  | 14  | 15  | 16  | 17  | 18  | 19  | Pont | Helyezés |
| ---- | ------ | ---------------- | ---- | ----------------- | --- | --- | --- | --- | --- | --- | --- | --- | --- | --- | --- | --- | --- | --- | --- | --- | --- | --- | --- | ---- | -------- |
| 2013 | Sauber | Ferrari Type 056 | P    |                   | AUS | MAL | CHN | BHR | ESP | MON | CAN | GBR | GER | HUN | BEL | ITA | SIN | JPN | KOR | IND | ABU | USA | BRA | 57   | 7.       |
| 2013 | Sauber | Ferrari Type 056 | P    | Nico Hülkenberg   | NI  | 8   | 10  | 12  | 15  | 11  | KI  | 10  | 10  | 11  | 13  | 5   | 9   | 4   | 6   | 19† | 14  | 6   | 8   | 57   | 7.       |
| 2013 | Sauber | Ferrari Type 056 | P    | Esteban Gutiérrez | 13  | 12  | KI  | 18  | 11  | 13  | 20† | 14  | 14  | KI  | 14  | 13  | 12  | 11  | 7   | 15  | 13  | 13  | 12  | 57   | 7.       |

Megjegyzés:
- † – Nem fejezte be a futamot, de rangsorolva lett, mert teljesítette a versenytáv 90%-át.